# Tvekampen (bok)
Tvekampen (engelska: First Blood) är en bok av David Morrell, utgiven på svenska 1973. Filmen First Blood baseras på boken; Morrell menade efter premiären att det inte var samma berättelse, filmen saknade både djup och mening, och handlade helt sonika om en antihjälte med psykopatiska drag.
Huvudpersonen Rambo fick sitt namn: dels efter den franska poeten, lycksökaren, handelsmannen och vapenhandlaren Arthur Rimbaud, dels efter den amerikanska äppelsorten Rambo som togs till Amerika av svensken Peter Gunnarsson Rambo. Han bodde vid Ramberget i Göteborg och tog sitt efternamn efter berget. Morrells fru studerade bland annat poesi och konst när First Blood skrevs och Morrell fastnade för namnet Rimbaud, som blev Rambo efter att Morrell endera ätit ett välsmakande äpple eller läst en notis om detsamma. Förnamnet "John" finns inte någonstans i boken, utan fördes in i samband med filmen First Blood och togs ur sången "When Johnny Comes Marching Home". Morell själv brukar inte framhålla äpplet i historien, men däremot anspela på Rimbaud i allmänhet och dennes verk A Season in Hell.
Boken bygger i allt väsentligt på Morrells obehag inför Audie Murphys liv. Murphy var den mest dekorerade "hjälten" efter andra världskriget, och efter kriget så medverkade han i filmer, sov med laddad revolver under huvudkudden och tog sig rollen som "brottsbekämpare" vilket innebar att han gav sig ut och misshandlade människor han uppfattade som kriminella etc. Murphy undgick åtal för sina godtyckliga våldsdåd och övergrepp, eftersom han utnämndes till ett slags hederssheriff. Morrell upplevde hela situationen kring Murphy som skrämmande, och efter rådet från en av sina lärare vid universitet att skriva om det som "skrämmer dig mest" så blev resultatet "First Blood": Där Murphys två karaktärer är uppdelade i två personer, soldaten och polisen. Två individer med lika delar gott och ont i sig, som råkar befinna sig på olika sidor av lagen. I boken är det extremt tydligt att de bägge, Rambo och Teasle, känner igen i sig i varandra. Ett slags far-och-son-igenkännande, mellan den trasige och psykotiske vietnamveteranen, och sheriffen.
Morrell själv hävdar att den fjärde filmen om Rambo är den som kommer närmast den tragiska, psykotiskt störda och skrämmande människospillran i romanen. Möjligen kommer den planerade femte filmen, som enligt Stallone inte skall vara en krigsfilm, att bjuda på all den realism som finns i romanen, men som helt saknas i filmeposet, och på så vis sluta den mytologiska cirkeln. En myt som inneburit att kriget legitimerats som metod och krigshjälten hyllats som missförstådd hjälte i det USA som överlevde konflikten i före detta Franska Indokina och kriget i Vietnam.
Morrells karaktär har gett upphov till idén om "Rambo-typer" och både svenska och amerikanska officerare upplever ett problem med personer som inte förstår att Rambo, tvärtemot den populära föreställningen, inte är något ideal att eftersträva eller en bra soldat.